# Аймен Дахмен
Аймен Дахмен (араб. أيمن دحمان; фр. Aymen Dahmen, нар. 28 січня 1997, Сфакс) — туніський футболіст, воротар клубу «Сфаксьєн».
Виступав, зокрема, за клуб «Сфаксьєн», а також національну збірну Тунісу.

## Клубна кар'єра
Народився 28 січня 1997 року в місті Сфакс. Вихованець футбольної школи клубу «Сфаксьєн». Дорослу футбольну кар'єру розпочав 2018 року в основній команді того ж клубу, кольори якої захищає й донині.

## Виступи за збірні
Протягом 2018–2019 років залучався до складу молодіжної збірної Тунісу. На молодіжному рівні зіграв у 13 офіційних матчах.
У 2021 році дебютував в офіційних матчах у складі національної збірної Тунісу.
У складі збірної був учасником Кубка африканських націй 2021 року у Камеруні.
| Дата      | Місто | Господарі | Результат | Гості                | Турнір           | Голи | Примітки |
| --------- | ----- | --------- | --------- | -------------------- | ---------------- | ---- | -------- |
| 28-3-2021 | Радес | Туніс     | 2 – 1     | Екваторіальна Гвінея | товариський матч | -1   | 46'      |
| Усього    |       | Матчів    | 1         |                      | Голів            | ?    |          |